# سیکس‌ناین
دنیل هرناندز (متولد ۸ مه ۱۹۹۶)، با نام هنری 6ix9ine (تلفظ "سیکس‌ناین")، یک رپر آمریکایی، خواننده، ترانه‌سرا و شخصیت رسانه‌ای است. حرفهٔ او با سبک تهاجمی از رپ مشخص شده‌است، در حالی که شخصیت جالب و جنجالی‌اش با مشخصاتی از منظرهٔ رنگین‌کمان، تتو، تظاهرات عمومی با شخصیت‌های دیگر و مسائل قانونی مشخص شده‌است.
هرناندز، متولد و بزرگ شده در بروکلین، در سال ۲۰۱۷ به‌طور گسترده‌ای شناخته شد، پس از انتشار اولین تک‌آهنگ " گومو ". این آهنگ به یک ضربهٔ ملی تبدیل شد و به شمارهٔ ۱۲ در جدول بیلبورد ۲۰۰ رسید و پس از کسب مجوز پلاتین در ایالات متحده، موفق به کسب فروش بیشتر شد. او سال بعد یک میکس ۶۹ روز را منتشر کرد که شامل سه تک‌آهنگ اضافی نیز بود که در Hot 100 قرار داشت، در حالی که میکس خودش در شمارهٔ چهارم در آلبوم بیلبورد ۲۰۰ عرضه شد.
چند ماه بعد، تک‌آهنگ " فی‌فی " که توسط همکار نیکی میناژ و موردا بیتز به کار رفته بود، در رتبهٔ سوم در ۱۰۰ موزیک برتر رقم خورد و به عنوان آلبوم اصلی دامی بوی (۲۰۱۸) به عنوان آلبوم اصلی خود معرفی کرد. با وجود دریافت انتقادات منفی، آلبوم شمارهٔ دو در بیلبورد ۲۰۰ افتتاح شده‌است.

## اوایل زندگی
دانیل هرناندز در تاریخ ۸ مه سال ۱۹۹۶ در بوشویک، بروکلین، نیویورک با مادری از اتلیکسکو، پوئبلا، مکزیک و پدری پورتوریکویی متولد شد. هرناندز با زبان اسپانیایی بزرگ شد.
هرناندز با برادر بزرگ‌ترش و پدر و مادرش زندگی می‌کرد تا زمانی که ۱۳ سال داشت، برادرش، پدرش را به قتل رساند. پس از قتل، هرناندز برای افسردگی و اختلال اضطراب پس از سانحه بستری شد. هرناندز از لحاظ عاطفی ناشی از مرگ پدرش شروع به کار کرد و در نهایت از مدرسه در کلاس هشتم برای رفتار بد اخراج شد. او به جای ادامهٔ تحصیلات خود، مشغول به کار در زمینه‌های گوناگون بود، مانند یک کارمند برای کمک مالی به مادرش. هرناندز همچنین به مواد مخدر برای تکمیل درآمد خود روی آورد، به ویژه فروش مواد مخدر و هروئین در خیابان‌ها را در حالی که در محلی که کار می‌کرد، انجام داد. او در نهایت برای فعالیت‌های جنایت‌کارانه‌اش دستگیر شد و به زندان در جزیرهٔ رایکرس محکوم شد، جایی که او شروع به ارتباط با گانگسترهای ناین تری، یک زیرمجموعهٔ زندان از باند خیابان بلادز. هرناندز کار خود را به عنوان یک رپر در سال ۲۰۱۴ آغاز کرد و آهنگ‌هایی مانند "۶۹" و "Scumlife" را منتشر کرد. سایر آهنگ‌های او توسط یوتیوب حذف شدند.

## حرفه موسیقی

### ۲۰۱۴–۲۰۱۶: دوران حرفه‌ای
هرناندز آهنگ‌های رپ را در سال ۲۰۱۴ آغاز کرد. در طول سه سال، چندین آهنگ و فیلم با عناوین "Scumlife", "Yokai" و "Station Hellsing" منتشر کرد و توجه مردم به خود را با سبک رپ و شجاعت و استفاده از انیمه به عنوان تصاویر ویدئویی موزیک و… جلب کرد. بسیاری از آهنگ‌های اولیه او توسط FCK THEM، یک گروه موسیقی در اسلواکی منتشر شد. کسب شهرت به عنوان یک الگوی رفتاری در اینترنت برای موی رنگین‌کمان مانند خود، خالکوبی بیش از حد و رنگارنگ او، در نهایت باعث همکاری با رپر نیویورکی زیلا کامی شد. آنها بعداً ادعا کردند که آهنگ‌هایی که ساخته بودند، به سرقت رفته‌است.
"Poles1469"، در آوریل ۲۰۱۷ منتشر شد، که هرناندز را همراه با تریپی رد در یوتیوب معرفی کرد.

## شهرت، دستگیری و محکومیت
هرناندز به خاطر حضور در شبکه‌های اجتماعی در ماه ژوئیه ۲۰۱۷ که در نسخهٔ ردیت و توییتر به شهرت رسیده بود، به دلیل فعالیت زیاد در رسانه‌های اجتماعی شهرتش افزایش یافت.  اولین مجلهٔ تجاری " گومو " هرناندز در تاریخ ۱۰ نوامبر ۲۰۱۷ منتشر شد و در نهایت در شمارهٔ بیست و هشتم در ۱۰۰ آهنگ داغ بیلبورد ایالات متحده به ثبت رسید. این مجوز پلاتین توسط آرآی‌ای‌ای در تاریخ ۵ مارس ۲۰۱۸ تأیید شده‌است. تک آهنگ بعدی او، " Kooda "، در شمارهٔ ۶۱ در مجلهٔ بیلبورد هات ۱۰۰ در هفتهٔ دوم دسامبر ۲۰۱۷ به بازار عرضه شد. در تاریخ ۱۴ ژانویه ۲۰۱۸، هرناندز سومین آلبوم خود را " Keke "، با فتی وپ و اِ بوگی ویت دا هودی منتشر کرد که همچنین در Hot 100 معرفی شد.
در سال ۲۰۱۵ هرناندز به چند مورد سوءاستفاده جنسی از کودکان اعتراف کرد و چهار سال دوره آزمایشی و ۱۰۰۰ ساعت حکم خدمات اجتماعی دریافت کرد. در سال ۲۰۱۸ به اتهام اخاذی، اسلحه و مواد مخدر دستگیر شد که به چند اتهام از جمله توطئه برای ارتکاب قتل و سرقت مسلحانه در فوریه ۲۰۱۹ اعتراف کرد. در طول دادگاه، هرناندز علیه دیگر اعضای باند شهادت داد و فقط به دو سال زندان محکوم شد.
در آوریل سال ۲۰۲۰، به دلیل ترس از آسیب‌پذیری وی به دلیل آسم در هنگام شیوع COVID-19 آزاد شد و مدت باقی مانده از دوره حبس خود در خانه گذراند و در اوایل اوت سال ۲۰۲۰ آزاد شد.

## زندگی شخصی
سیکس‌ناین در ۱۸ سالگی صاحب دختر به نام سِراییا هرنان از سارا مُلینا و در سال ۲۰۱۸ صاحب دختر دیگری به نام بریلا آیریس از مارلینا ام شد.
در اواخر ۲۰۱۸ رابطهٔ جدیدی را با جِید با نام اصلی ریچل واتلی شروع کرد.

## آلبوم‌شناسی
- دامی بوی (۲۰۱۸)
- تتل‌تلز (۲۰۲۰)